# Єн Ґейл
Єн Ґейл (дан. Jan Gehl; нар. 17 вересня 1936, Копенгаген) — данський архітектор і консультант з міського дизайну з Копенгагена, його кар'єра була зосереджена на покращеннІ якості життя у містах, методами переорієнтації міського дизайну на пішоходів та велосипедистів. Він є засновником фірми Gehl Architects.

## Біографія
Єн Ґейл народився 17 вересня 1936 року в Копенгагені, Данія. У 1960 році отримав ступінь магістра архітектури у Данській королівській академії витончених мистецтв в Копенгагені. У 1966 році Гейл отримав грант від академії на «вивчення форм і використання громадських місць», відтоді він викладає там. Крім того, він запрошений професор в Канаді, США, Новій Зеландії, Мексиці, Австралії, Бельгії, Німеччині, Польщі та Норвегії. У 2000 році він заснував власне архітектурне бюро Gehl Architects.

## Вплив
У 1971 році Ґейл опублікував свою книгу «Життя між будинками» (дан. Livet mellem husene). Ґейл виступає за розумний і простий підхід до поліпшення міського простору: систематичне документування міського простору, поступові поліпшення і знову документування.
У своїй книзі «Громадські місця. Громадське життя»(англ. Public Spaces, Public Life) Ґейл описав, як такі поступові поліпшення перетворили Копенгаген з автомобільного міста у пішохідне за 40 років. Пішохідна вулиця Строгет в Копенгагені — найдовша торговельна пішохідна зона в Європі — головним чином стала такою в результаті роботи Ґейла. Єн Ґейл часто використовує слово «копенгагенізувати» (англ. Copenhagenize), щоб описати своє бачення того, як міські центри можуть імплементувати велосипедну культуру.
Єн Ґейл спільно з менеджеркою видавничих проєктів архітектурного бюро Gehl Architects, Біргіттою Сварре, написали книгу «Як вивчати міське життя». Книга «Як вивчати міське життя» — унікальне дослідження, присвячене методам вивчення міського життя. В основу книги лягли майже півстолітні праці Яна Гейла, результати його роботи в Школі архітектури при Данській королівській академії витончених мистецтв в Копенгагені, а також в компанії Gehl Architects. На прикладах міст, таких як Мельбурн, Копенгаген, Нью-Йорк, Єн Ґейл показує, як такі дослідження можуть зробити міста зручними для жителів.
У 2018 році Єн Ґейл був промовцем на міжнародному архітектурному фестивалі «CANactions», що проводиться щороку у Києві. Також на фестивалі було представлено його книгу перекладену українською: «Міста для людей».
Ґейл брав участь у багатьох проєктах міського дизайну по всьому світу:
- У 2004 році на замовлення державного органу «Транспорт для Лондона» він провів дослідження за якістю громадського простору у Лондоні, підтримані містом Вейкфілд в області розробки якісних громадських місць, в рамках ініціативи, відомої як «Проєкт Каслфорд» (англ. The Castleford Project).
- У 2007 році його найняв Департамент транспорту Нью-Йорка для зміни вулиць Нью-Йорка, щоб поліпшити життя для пішоходів і велосипедистів[6].
- Ґейл розробив рекомендації щодо гуманізації громадських просторів Нью-Йорка, Лондона і Москви.
- Ґейл проводив дослідження «Громадське життя» для ряду міст Австралії і Новій Зеландії: Мельбурна (1994 і 2004), Перта (1995 і 2009), Аделаїди (2002)[7], Сіднея (2007)[8], Окленда (2008) і Крайстчерча. У 2010 році міська рада Гобарта найняла Ґейла для підготовки стратегії дизайну міста.
- У 2015 році акімат казахстанського міста Алмата запросили Ґейла для кардинальної зміни вигляду міста[9].